# التهاب اللفافة
التهاب اللفافة (بالإنجليزية: Fasciitis)‏ هوَ مُصطلح طبي يُقصد به حدوث التهاب في اللِفَافَة، والتي هي عبارة عن نسيج ضام يُحيط بالعضلات والأوعية الدموية والأعصاب.
على وجه الخصوص، فإنه غالباً ما يتضمن أحد الأمراض التالية:
- التهاب اللفافة النخري
- التهاب اللفافة الأخمصية
- التهاب اللفافة اليوزيني
- التهاب اللفافة المصاحب للورم